# IV. Armeekorps (Wehrmacht)
L'IV. Armeekorps (4º Corpo d'armata) era un comando a livello di corpo d'armata della Wehrmacht prima e durante la Seconda guerra mondiale.

## Storia
L'IV. Armeekorps venne formato il 1º ottobre 1934 nel Wehrkreise IV (4º Distretto militare) di Dresda dall'espansione della 4. Infanterie-Division della Reichswehr.
L'IV. Armeekorps venne distrutto nella Battaglia di Stalingrado il 31 gennaio 1943 e venne riformato il 20 luglio 1943.
il corpo venne nuovamente distrutto nell'agosto 1944 nell'Offensiva Iași-Chișinău e anche il suo comandante venne ucciso in azione.
il Corpo venne ridenominato in IV. Panzerkorps il 10 ottobre 1944 e nuovamente in Panzerkorps Feldherrnhalle il 27 novembre 1944.

## Aree di operazioni
- Polonia (settembre 1939 - maggio 1940)
- Francia (maggio 1940 - giugno 1941)
- Fronte orientale, Settore meridionale (giugno 1941 - ottobre 1942)
- Stalingrado (ottobre 1942 - gennaio 1943)
- Fronte orientale, settore meridionale (luglio 1943 - ottobre 1944)[3]

## Comandanti
- General der Infanterie Wilhelm List (1º ottobre 1935 - 4 febbraio 1938)
- General der Infanterie Viktor von Schwedler (4 febbraio 1938 - 1º novembre 1942)
- General der Pioniere Erwin Jaenecke (1º novembre 1942 - 17 gennaio 1943)
- General der Artillerie Max Pfeffer (17 - 31 gennaio 1943)
- General der Infanterie Friedrich Mieth (20 luglio 1943 - 10 ottobre 1944) ucciso in azione il 2 settembre 1944